# 臺北捷運事件列表
臺北捷運事件列表是台北捷運興建及營運以來發生的事件列表。
本條目列出臺北捷運的重大事件。

## 相關事件

### 木柵線火燒車
1993年5月5日於辛亥站前發生第一次火燒車事件，同年9月24日於六張犁站至麟光站間發生第二次火燒車事件。事故原因是木柵線使用的電聯車在法國是二節車廂為一單位行駛，到了台北硬改成四節車廂，因系統整合出狀況，導致一對車軸煞車時，另一對仍繼續行走，煞車咬死，輪胎空轉摩擦過熱起火燃燒。

### 納莉風災淹水

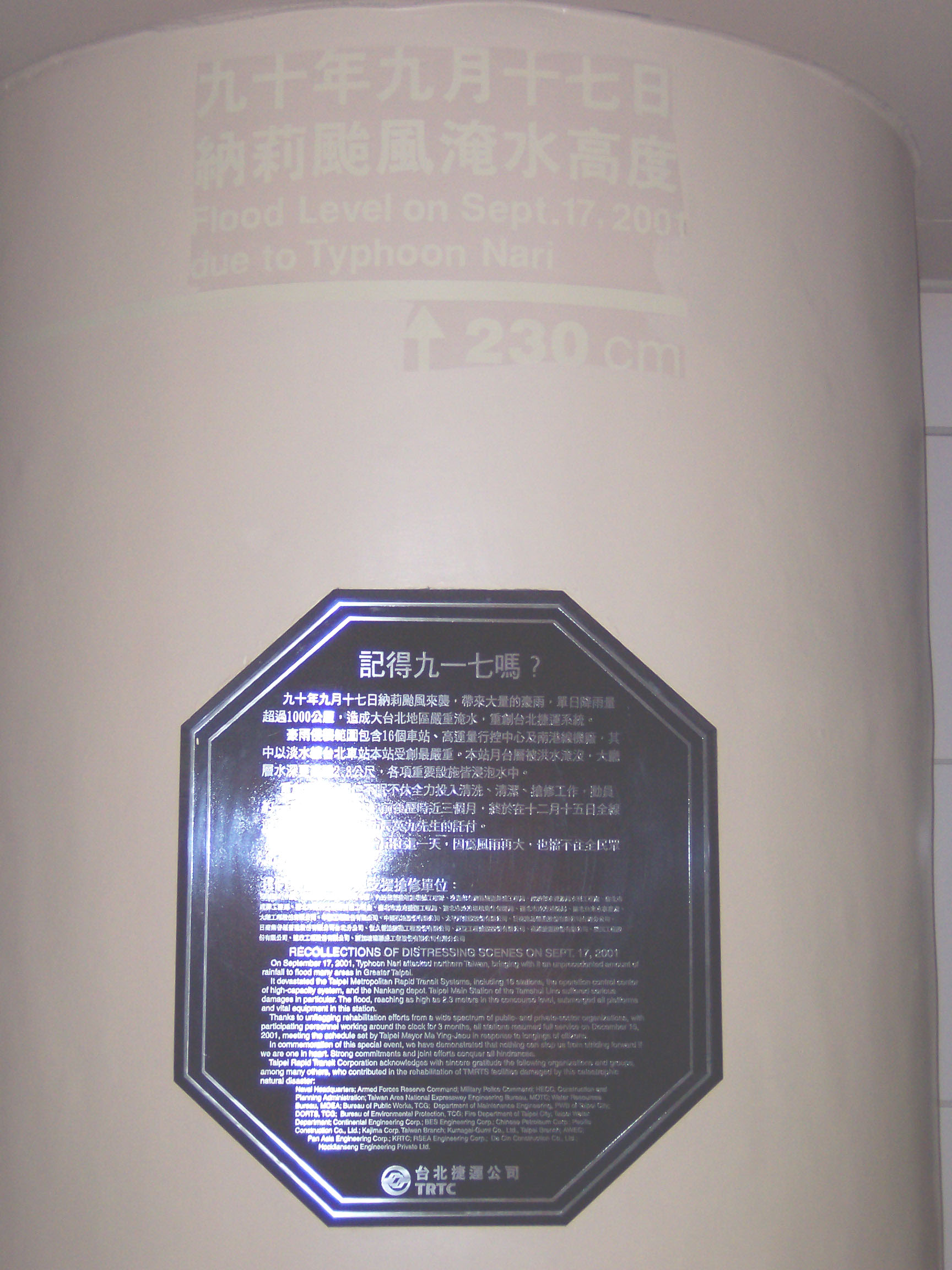
捷運台北車站淹水紀念銘版（230cm）

2001年9月17日凌晨，納莉颱風侵襲臺灣，帶來大量雨水，導致南港機廠遭到洪水湧入，且持續蔓延至南港線。臺北捷運公司在圍堵失效後，決定停止所有列車營運，並準備將所有高運量列車全面撤至淡水線高架段。同日上午，因臺北車站站前廣場施工防堵發生缺口，導致洪水湧入臺北車站板南線月台，並往東西漫延；下午，洪水自臺鐵松山車站經地下隧道流至臺北車站，從臺鐵月台層一路轉進淡水線月台，並往南北繼續擴散。
最終造成南港機廠、昆陽站－龍山寺站區段（板橋線、南港線）、古亭站－雙連站區段（淡水線、新店線）、小南門站、高運量行控中心所有設備和部分列車泡水。之後除了木柵線於9月18日即完全恢復營運外，其他高運量路線受到軌道和月台嚴重受損和行控中心設備全部損毀的影響，部份或全部路段暫停營運；而因為行控中心無法運作，營運部分被迫降低列車車速並拉長列車班距。
風災3個月後的2001年12月，所有高運量路線全部恢復正常營運，並於2002年3月7日各列車班距均恢復納莉風災前之服務模式。復原之後，臺北捷運公司加強防水設施，在車站出入口和連通通道口加設可拆裝式防水閘門，新建路網在隧道內設有防水隔艙閘門。

### 捷運電扶梯掀頭皮事件
2004年12月31日晚間，臺北車站湧入了大量前往市政府站參與跨年活動的人潮，通往南港線月台的電扶梯十分擁擠。結果因為電扶梯的速度過快，導致乘客跌倒於梯內，造成五人受傷，其中一名林姓高中生和一名臺北榮民總醫院的江姓護士傷勢較嚴重，頭皮分有多處撕裂傷，其中江女共縫了一百多針。

### 副站長摔落手扶梯事故
2011年8月23日凌晨，頂溪站副站長郭政杰在進行防洪鋼板組裝演練時，獨自將防洪鋼板自地下一樓搭手扶梯搬運到一樓捷運頂溪站一號出口，共要搬運12片防洪鋼板組裝。但在搬運到第6塊時，因郭男直立著鋼板搭乘手扶梯時並未注意防洪鋼板高度，導致手扶梯上行時鋼板直接頂住上方天花板，反作用力造成鋼板下端的手扶梯踏板受力超過承載而遭頂破，造成兩階踏板遭擊穿，郭男因而掉入維修坑道，當場昏迷不醒，直到被人發現已經失血過多，送醫急救不治。

### 隨機暴力事件

#### 2014年
2014年5月21日下午，東海大學大二學生鄭捷，於板南線從南港展覽館站開往永寧站的列車上並在列車行經龍山寺站到江子翠站區間時，持刀無預警隨機殺人，造成4人死亡，24人輕重傷，是臺北捷運營運有史以來最嚴重的傷亡事件。

#### 2015年
2015年7月20日晚上8時57分，男子郭彥君先到超商偷水果刀，隨後在捷運中山站4號出口附近連續刺傷三女一男，所幸四人治療後無生命危險，郭嫌在犯案後立即被制伏逮捕。

#### 2024年
2024年11月8日晚間10時14分，板南線江子翠站往亞東醫院方向，一部列車第4節車廂多具對講機作動，站長前往確認，一名約20歲男性遭另名旅客以美工刀劃傷臉部，攻擊者已遭其他旅客壓制。
臺北捷運已於捷運各車站與列車張貼「禁帶危險品」標示，違者依大眾捷運法最高可重罰100萬元，本公司亦將對行為人就營業損失進行民事求償，為維護旅客及系統安全，對違法行為決不寬貸輕縱，呼籲旅客勿以身試法。

### 列車行駛中車門未關閉事件
- 2015年2月10日上午8時59分，松山新店線一列往新店方向371型3系列車（車號：335/336），行駛經中正紀念堂站後，車門繼電器異常，導致第5節車廂車門無法完全關閉，該列車隨後依行控中心指示以時速25公里手動駕駛。隨後列車經古亭站時，車站站長上車警戒，列車隨即於台電大樓站請車上所有乘客下車後再以過站不停方式迴送新店機廠檢修。此類事件是臺北捷運營運以來第一次出現[12]。
- 2022年3月23日上午6點整，板南線一列從南港展覽館站發車的首班列車，車門疑似故障無法關閉，但司機卻沒將乘客請下車就直接出發，只安排站務人員站在車門旁邊看著不顧行車安全，對此捷運公司表示司機員收到速度碼就啟動列車出發，違反標準作業程序將依工作規定提報懲處。這是臺北捷運第二次發生車門未關閉而發車行駛的狀況。[13][14]

### 小南門站軌道工程車脫軌事故
2016年9月13日凌晨4點12分，松山新店線一輛軌道工程車在小南門站正要離開往松山方向時，突然發生車輪偏移脫軌造成工程車動彈不得，由於工程車重量過重加上軌道空間狹窄導致修復不易，甚至已到營運時間無法修復完成，隨後臺北捷運公司立即採取小南門站至中山站以單線雙向營運，並啟動公館站至西門站公車接駁作業，直到15點41分完成初步修復作業後將工程車移往西門站北側的橫渡線上暫時停放，經巡軌檢查作業完成後於17點39分恢復全線正常營運。此脫軌事故造成影響營運長達11小時及影響旅客1萬5千人左右，是繼納莉風災淹水後影響營運最久的事故。

### 車廂內出現老鼠事件
2018年7月4日早上9點4分，淡水信義線一列從大安森林公園站往象山方向行駛的381型列車（車號：521/522），出現10公分大的老鼠在車廂內穿梭亂竄引起乘客恐慌推擠，造成兩人因為驚嚇而受傷。該列車於到達大安站後，隨即清車並迴送機廠，遭老鼠入侵的列車和車站則是全面加強消毒清潔及設置捕鼠器具。
2018年7月11日早上9點多，有民眾在士林站（開往淡水方向）拍到一隻老鼠沿著車廂邊緣逃竄、鑽到椅子底下，令韓國旅客嚇得雙腳離地；最後是由一位老婦人拿傘制伏。北捷表示，該節車廂已經開去消毒，之後除了會再定期消毒，也會在天花板放置黏鼠板。這是兩個星期之內淡水信義線第二次出現老鼠蹤影。

### 電扶梯意外事件
2022年3月11日晚間22時26分，捷運新埔站月臺往大廳的7號上行手扶梯突然倒退失速，導致近30名旅客從2樓高度急速下滑慘摔成一團，造成有4人受傷，這是臺北捷運營運以來首次發生電扶梯倒退事故，主管機關新北市府工務局依法廢止使用許可證。經查該電扶梯之齒輪箱故障，造成馬達無法經由齒輪箱輸出動力而導致電扶梯倒退，事發後該齒輪箱被送廠拆解以查明原因，並由廠商針對同型式設備執行專案檢查。

### 西門站粉刷層脫落
2023年2月27日晚間7:38分左右，板南線一列C341型電聯車(車號：203/204)於西門站下行月台開門載客，突然巨響並有水泥塊砸落。此次事件經北捷後續說明為"月台上房頂版水泥粉刷層脫落"，此粉刷層僅為裝飾用，並不影響安全。當事列車終點站為亞東醫院站，在到站後折返載客至南港展覽館站後不提供載客收車，並回送南港機廠檢修，列車並無損傷。

### 板南線府中站旅客翻越月臺門闖入軌道
2025年4月5日18時53分，板南線府中站發生旅客翻越月臺門闖入軌道並遭到後方列車撞上，送醫搶救不治。為救援落軌旅客，軌道緊急斷電，造成板南線往亞東醫院、頂埔的捷運暫時停駛，有多部列車停靠在車站內或兩站之間的隧道。後亞東醫院到江子翠路段採單線雙向營運，班距為16分鐘，龍山寺到南港展覽館班距為8~10分鐘，並啟動海山到龍山寺公車接駁，於晚間20時54分恢復，期間共影響約5000名旅客。

## 相關爭議
施工工人患減壓症
1996年間，台北捷運新店線CH221標、板南線CP262標工程，採用壓氣工法施作地下隧道工程，造成數十名工人集體罹患減壓症（潛水夫症），目前仍持續前往中華民國勞動部陳情。
年輕女子車廂內及月台上裸露全身拍照
2014年，《蘋果日報》報導「裸拍族」攻佔臺北捷運，一名身材曼妙的女子在有乘客的北捷月台、車廂，拍攝多組三點全露裸照，貼在裸拍網路論壇BeautyCLUB，臺灣士林地方法院檢察署認為，該網站只供會員瀏覽，且照片僅露點、無引人性慾或噁心的動作，不構成猥褻，2015年9月8日決定不予起訴網站業者華顥洲等5人。
拒登《當他們認真編織時》廣告
2017年，《當他們認真編織時》在台因宣傳出現「多元成家」、「這樣教小孩」等文案，被台北捷運公司要求修改，否則不得在捷運站刊登、播放，但片商認為這些內容是表達的核心所在，拒絕修改。

## 备注
1. ↑  公車接駁區間後來延長至松江南京站，到中午離峰時刻再縮短為中正紀念堂站至中山站。